# Мухаметзакиров, Анвар Мухаметкадырович
Мухаметзакиров Анвар Мухаметкадырович (род. 26 октября 1948) — Генеральный директор завода «Сантехприбор» (1995—2003). Отличник народного образования РФ, удостоен почетного звания «Друг детей» Татарского детского фонда.

## Биография
Родился 26 октября в 1948 году в городе Казань. В 1972 году окончил Казанский национальный исследовательский технический университет имени Туполева.
В 1967—1972 — работал на заводе «Радиоприбор», в 1974—1986 — на партийной работе.
В 1986—1990 — председатель Ленинского райисполкома, в 1990—1995 — глава администрации Ленинского района.
С 2003 — депутат Государственной Думы РФ.
Избирался депутатом Казанского городского Совета.